# Station Majewo
Station Majewo is een spoorwegstation in de Poolse plaats Majewo.